# Distrikt Ticapampa
Der Distrikt Ticapampa liegt in der Provinz Recuay in der Region Ancash im zentralen Westen von Peru. Der Distrikt wurde am 25. Juli 1857 gegründet. Er hat eine Fläche von 142,29 km². Beim Zensus 2017 wurden 2462 Einwohner gezählt. Im Jahr 1993 lag die Einwohnerzahl bei 2788, im Jahr 2007 bei 2436. Verwaltungssitz des Distriktes ist die 2556 m hoch gelegene Kleinstadt Ticapampa mit 1674 Einwohnern (Stand 2017). An der südöstlichen Distriktgrenze liegt der Gletscherrandsee Laguna Querococha.

## Geographische Lage
Der Distrikt Ticapampa liegt im Norden der Provinz Recuay. Er umfasst einen etwa 4,5 km langen Talabschnitt im Süden des Hochtals Callejón de Huaylas, welches vom Fluss Río Santa in nördlicher Richtung durchflossen wird. Der Distrikt reicht etwa 22 km nach Osten bis zur Cordillera Blanca, die einen teils vergletscherten Abschnitt der peruanischen Westkordillere bildet. Nach Westen reicht der Distrikt etwa 9 km bis zur Wasserscheide der Cordillera Negra.
Der Distrikt Ticapampa liegt zwischen dem nördlich gelegenen Distrikt Recuay und dem südlich gelegenen Distrikt Cátac. Im Nordosten grenzt der Distrikt Ticapampa an die Distrikte Olleros (Provinz Huaraz) und Chavín de Huántar (Provinz Huari). Im Westen grenzt der Distrikt Ticapampa an den Distrikt Aija (Provinz Aija).